# Пограничное сельское поселение (Калининградская область)
Пограни́чное се́льское поселе́ние — упразднённое муниципальное образование в составе Багратионовского района Калининградской области. Административный центр — посёлок Совхозное.

## География
Общая площадь поселения 41000 га, население составляет 7338 человек..
С севера ограничено Калининградским заливом и Ладушкинским городским округом, с юга — государственной границей с Польшей. На западе граничит с Мамоновским городским округом, на востоке — с Нивенским и Долгоруковским сельскими поселениями Багратионовского района, Гурьевским городским поселением Гурьевского района.
Практически все поселки окружены смешанными лесами разнообразного состава (береза, ольха, липа, рябина, ель, сосна, клен). Крупные лесные массивы расположены вблизи поселков Пограничный, Медовое, Совхозное, Корнево.
Протяженность автомобильных дорог — 200 км. Железнодорожное и автобусное сообщение завязано на Калининград.

## История
Поселение образовано 30 июня 2008 года в соответствии с законом Калининградской области № 253. В его состав вошли территории Корневского, Пограничного и Пятидорожного сельских округов.
Законом Калининградской области от 18 октября 2016 года № 3, 1 января 2017 года все муниципальные образования Багратионовского муниципального района — Багратионовское городское поселение, Гвардейское, Долгоруковское, Нивенское и Пограничное сельские поселения — были преобразованы, путём их объединения, в Багратионовский городской округ.

## Население
| 2002 | 2010  | 2012  | 2013  | 2014  | 2015  | 2016  |
| ---- | ----- | ----- | ----- | ----- | ----- | ----- |
| 3225 | ↗7338 | ↗7500 | ↗7644 | ↗7728 | ↗7929 | ↘7911 |

Трудовые ресурсы — 4198 человек.
Занятое население — 2479 человек.
Распределение по сферам занятости:
в промышленности — 603 человека;
в бюджетных учреждениях — 302 человека;
в сельском хозяйстве — 371 человек;
в торговле — 166 человек;
в жилищно-коммунальном хозяйстве — 60 человек;
в прочих сферах — 217 человек;
Число зарегистрированных безработных по состоянию на 01.01.2012 — 276 человек.

## Состав сельского поселения
| №  | Населённый пункт | Тип населённого пункта          | Население |
| -- | ---------------- | ------------------------------- | --------- |
| 1  | Большедорожное   | посёлок                         | ↘117      |
| 2  | Ветрово          | посёлок                         | ↗14       |
| 3  | Жуковка          | посёлок                         | ↗64       |
| 4  | Знаменка         | посёлок                         | ↘48       |
| 5  | Ильичёвка        | посёлок                         | ↘134      |
| 6  | Корнево          | посёлок                         | ↗1912     |
| 7  | Косатухино       | посёлок                         | 2         |
| 8  | Кунцево          | посёлок                         | ↘21       |
| 9  | Медовое          | посёлок                         | ↗646      |
| 10 | Московское       | посёлок                         | →6        |
| 11 | Мушкино          | посёлок                         | ↗124      |
| 12 | Ново-Московское  | посёлок                         | ↘645      |
| 13 | Новосёлово       | посёлок                         | ↘716      |
| 14 | Октябрьское      | посёлок                         | ↘1        |
| 15 | Первомайское     | посёлок                         | ↘56       |
| 16 | Пограничный      | посёлок                         | 625       |
| 17 | Приморское       | посёлок                         | ↘32       |
| 18 | Пролетарское     | посёлок                         | ↗52       |
| 19 | Пятидорожное     | посёлок                         | ↘790      |
| 20 | Раздольное       | посёлок                         | ↗464      |
| 21 | Совхозное        | посёлок, административный центр | ↘583      |
| 22 | Сосновка         | посёлок                         | ↘258      |
| 23 | Тимирязево       | посёлок                         | ↘19       |
| 24 | Тропинино        | посёлок                         | ↘8        |
| 25 | Яблочкино        | посёлок                         | ↘1        |

## Экономика
Основные виды экономической деятельности в поселении — производство и реализация сельскохозяйственной продукции, строительные и ремонтные работы, услуги сервиса, торговля.
Основные организационно-правовые формы хозяйствующих субъектов — общества с ограниченной ответственностью и акционерные общества.
Основные промышленные предприятия: КРОИ им. Чернышева, ОООГК «Атлантис», СП «БИП», ООО «Мясное подворье», ООО «Русская Пушнина», ООО «Балтийская Пушнина», ЧП «Севостьянов», ЧП «Федотов» , ЧП «Шнейдер», ООО «Технолад», КФХ «Мрия», КФХ «Мельник», КФХ «Виктория», КФХ «Ватан», КФХ «Сирень», ООО «Мушкино», ООО"Большедорожное", ООО «Кутузовский», ООО «Суворовский», ООО «Новоселовский», ООО «Борьба», ООО «Калининградец», ООО «Оренбуржье».

### Промышленность
Промышленные предприятия, расположенные на территории муниципального образования специализируются на переработке сельскохозяйственной продукции и деревообработке.
Основные промышленные предприятия: ООО «Новоселовское», СПК «Мушкино», ООО «Атлантис», ООО «Мясное подворье», ООО «Балтагрос», ООО «Технолат», ООО «Пограничный мясокомбинат».
ООО «Мясное подворье» — забой животных и первичная переработка мяса;
ООО «Пограничный мясокомбинат» — производство колбасной продукции;
ООО «Технолат» — переработка рыбы;
ООО ГК «Атлантис» — переработка морепродуктов;
ООО «Балтагрос» — переработка мяса;
СПК «Мушкино» — забой и переработка кроликов;
ООО «Новоселовское» — производство пушнины, пантов.

### Сельское хозяйство
ООО «Совхоз Суворовский», ООО «Совхоз Чеховский» — животноводческие комплексы племенного КРС, годовой надой на корову — около 7300 кг, дополнительно планируется заложить комплекс по выращиванию телок;
ООО «Совхоз Кутузовский» специализируется на производстве кормов;
СПК «Мушкино» специализируется на производстве зерна, а также сельском туризме;
ООО «БИП» — растениеводческое;
КФХ «Сатурн» (Медовое), КФХ «Мрия» (Совхозное), КФХ «Лотос» (Корнево), КФХ «Горизонт» (Медовое), КФХ «Раздольное» (Раздольное), КФХ «Виктория» (Пограничный) — специализируются на растениеводстве;
ЗАО «Борьба», ТОО им. Ладушкина — неспециализированные сельскохозяйственные организации.

### Торговля
На территории муниципального образования существует 36 торговых точек — магазинов, палаток, кафе, заправочных станций. Зарегистрировано 30 индивидуальных предпринимателей.

### Обслуживание инфраструктуры
Территория поселения обслуживается МУП жилищно-коммунального хозяйства «Пограничное», состоящим из 3 участков: поселок Пятидорожное, поселок Корнево, поселок Совхозное.
КОГУП Дорожно-эксплуатационное предприятие № 1 специализируется на обслуживании автодорог.

## Объекты культурного наследия
Регионального значения:
- Руины замка Бальга 1239 года в 7 км северо-западнее поселка Знаменское;
- Руины кирхи 1320—1330 годов в 7 км северо-западнее поселка Знаменское;
- Руины кирхи 1313 года в поселке Корнево;
- Кирха 1332 года в поселке Ново-Московское;
- Усадебный дом 1923 года в поселке Яблочкино.

Местного значения:
- парк Бальга в 7 км северо-западнее поселка Знаменское;
- Братская могила советских воинов, погибших в феврале 1945 года, в поселке Корнево напротив воинской части;
- Мемориальный комплекс на братской могиле советских воинов, погибших в феврале 1945 года, по улице Центральной поселка Корнево;
- Водонапорная башня начала XX века в поселке Корнево;
- Парк в поселке Первомайское;
- Памятник погибшим в годы Первой мировой войны в поселке Пограничный;
- Братская могила советских воинов, погибших в марте 1945 года, в поселке Пятидорожное;
- Памятник погибшим в годы Первой мировой войны в поселке Пятидорожное.